# Солнечное (Молодёжненский поселковый совет)
Со́лнечное (укр. Сонячне, крымскотат. Solneçnoye, Солнечное) — село в Симферопольском районе Республики Крым, входит в состав Молодёжненского сельского поселения (согласно административно-территориальному делению Украины — Молодёжненского поссовета Автономной Республики Крым).
В селе действует детский сад «Гвоздичка».

## Население
| 2001 | 2014  | 2021  |
| ---- | ----- | ----- |
| 1097 | ↘1015 | ↗1065 |

Всеукраинская перепись 2001 года показала следующее распределение по носителям языка
| Язык             | Процент |
| ---------------- | ------- |
| русский          | 90,34   |
| украинский       | 7,11    |
| крымскотатарский | 1,91    |
| другие           | 0,18    |

### Динамика численности
- 1989 год — 1078 чел.[12]
- 2001 год — 1097 чел.[13]
- 2009 год — 1208 чел.[14]
- 2014 год — 1015 чел.[15]

## Современное состояние
В Солнечном 8 улиц, площадь, по данным поссовета на 2009 год, занимаемая селением, 78 гектаров, на которой в 173 дворах числилось 1208 жителей.

## География
Солнечное расположено в центре района, примерно в 16 километрах (по шоссе) к северу от Симферополя, ближайшая железнодорожная станция — Симферополь Грузовой — в 4 километрах, высота центра села над уровнем моря 199 м. Транспортное сообщение осуществляется по региональной автодороге 35Н-549 шоссе граница с Украиной — Симферополь — Урожайное (по украинской классификации С-0-11356).

## История
Впервые в исторических документах селение, как совхоз «Коммунар», встречается на карте южного Крыма 1936 года. В 1944 году, после освобождения Крыма от фашистов, 12 августа 1944 года было принято постановление № ГОКО-6372с «О переселении колхозников в районы Крыма» и в сентябре 1944 года в район приехали первые новоселы (214 семей) из Винницкой области, а в начале 1950-х годов последовала вторая волна переселенцев из различных областей Украины. С 25 июня 1946 года совхоз в составе Крымской области РСФСР|передана]] из состава РСФСР в состав УССР. Решением Крымоблисполкома от 8 сентября 1958 года № 133 безымянному населённому пункту при втором отделении совхоза «Коммунар» присвоено название Солнечное. На 15 июня 1960 года Солнечное входило в состав Урожайновского сельсовета.
Указом Президиума Верховного Совета УССР «Об укрупнении сельских районов Крымской области», от 30 декабря 1962 года Симферопольский район был упразднён и село присоединили к Белогорскому. 1 января 1965 года, указом Президиума ВС УССР «О внесении изменений в административное районирование УССР — по Крымской области», вновь включили в состав Симферопольского. Решением Крымского областного Совета депутатов трудящихся от 7 февраля 1972 года № 69 был образован Молодежненский поссовет, в состав которого вошло Солнечное. По данным переписи 1989 года в селе проживало 1078 человек. С 12 февраля 1991 года село в восстановленной Крымской АССР, 26 февраля 1992 года переименованной в Автономную Республику Крым. С 21 марта 2014 года в составе Крыма аннексирован Россией.